# Битка при Грюнвалд
Битката при Таненберг или Битката при Грюнвалд (на немски: Schlacht bei Tannenberg; на полски: Bitwa pod Grunwaldem, на литовски: Žalgirio mūšis) е решителното сражение между обединените сили на Кралство Полша и Великото литовско княжество от една страна и Тевтонския орден от друга.
Монашеският орден на Тевтонските рицари губят битката, а великият магистър Улрих фон Юнгинген е ексекутиран от King Von в края на битката. Битката при Грюнвалд е сред най-големите битки в Средновековна Европа и споменът за нея се използва от полския национализъм в борбата за независимост през 19 и 20 век.

## Предистория
През 13 век тевтонските рицари, подчинени пряко на папата, са помолени от полския княз Конрад Мазовиецки да дойдат в земите около Кулм (дн. Хелмно), за да помогнат в кръстоносния поход срещу езичниците прусаци, които контролират търговията с кехлибар. Конрад неуспешно се е опитвал в продължение на няколко години да завладее прусаците. Тевтонските рицари получават право на територията на Прусия посредством златна була от императора на Свещената Римска империя и папски указ. Те почти напълно унищожават прусаците. По-късно получават и земите на север по брега на Балтийско море, днешни Литва, Латвия и Естония и изглежда имат амбиции за по-нататъшно разширение на владенията си.
Добринският орден, основан преди това от Конрад, е получил земи около Плоцк. Орденът е малък и по заповед на папата е обединен с Тевтонския орден. Те построяват много градове, включително Кулм. Прусаците се съпротивляват на превземането на страната им. Тевтонските рицари предприемат серия от кръстоносни походи срещу все още езическото Литовско княжество, набирайки помощ от европейски държави.
През 1385 г. Кревският съюз се присъединява към короната на Полша и Литва и последвалата през 1386 г. женитба на великия княз на Литва Йогайла с кралицата на Полша Ядвига спомага за сплотяването на двете държави, които осъзнават, че само заедно могат да се противопоставят на експанзионистичните планове на Тевтонския орден. Йогайла приема християнството и става крал на Полша под името Владислав II Ягело. Приемането на християнството от Литва през 1387 г. обезсмисля в значителна степен мотивировката на кръстоносните походи на Тевтонския орден. Рицарите обаче отново нахлуват през 1398 г. в сега християнските държави Полша и Литва и завладяват Жемайтия, Санток и Дрезденко. Поляците и литовците не са подготвени да отблъснат немците.
През 1409 г. избухва въстание в държаната от рицарите Самогития. Владислав II обявява, че ще удържи обещанията си, ако рицарите нахлуят в Полша. Това се използва като повод на 14 август 1409 г. Великият магистър на Тевтонския орден Улрих фон Юнгинген да обяви война на Полша и Литва. Рицарите нахлуват в Голяма Полша и Куявия, но поляците ги отблъскват и си възвръщат Бидгошч (Бромберг), което води до примирие, продължило до 24 юни 1410 г. Поляците и литовците използват времето, за да се подготвят за войната срещу тевтонските рицари. Рицарите знаят за полско-литовското събиране и подготовка на силите и очакват двойно нападение – от поляците срещу Данциг (дн. Гданск) и от литовците срещу Самогития. Чехите изпращат в подкрепа на Полша 3000 души под водачеството на Ян Сокол. Улрих фон Юнгинген съсредоточава част от силите си в Швец (Швиецие), оставяйки голяма част от силите си в източните замъци Рагнит (Рагайне), Рейн (Рин) и Мемел (дн. Клайпеда). Поляците и литовците организират няколко набега на вражеска територия за заблуда. Улрих фон Юнгинген иска примирието да бъде удължено до 4 юли, за да могат да пристигнат наемниците от Западна Европа.

## Навечерие на битката
На 30 юни 1410 г. силите на Голяма Полша и Малка Полша прекосяват р. Висла по понтонен мост и се обединяват със силите на Мазовия и Литва. Полските сили на Владислав и литовците на братовчед му, великият литовски княз Витолд, комуто Владислав е отстъпил властта в Литва при женитбата си за Ядвига, се събират на 2 юли 1410 г. Седмица по-късно навлизат в територията на Тевтонския орден, насочвайки се към главната квартира на ордена, замъка Мариенбург (Малборк).
Улрих фон Юнгинген оттегля силите си от Швец и решава да организира отбранителна линия на р. Древенц (Дрвеча). Бродовете са укрепени с огради от колове, а околните замъци подсилени. След среща с военния си съвет Владислав решава да обходи по фланга немците от изток и продължава похода си към Мариенбург през Солдау (Джялдово) и Неиденбург. На градовете са нанесени големи поражения, а Гилгенбург (Дабровно) е напълно плячкосан и изгорен до основи. На 13 юли са завзети двата замъка и пътят към Мариенбург е отворен. Немците изминават 25 км под пороен дъжд, за да пресрещнат поляците при Таненберг-Грюнвалд.
В ранната сутрин на 15 юли 1410 г. двете армии се срещат на равнината Архив на оригинала от 2021-02-21 в Wayback Machine. между селата Таненберг, Грюнвалд и Лудвигсдорф в Прусия (дн. в Полша). Полско-литовската армия е разположена пред Таненберг и Лудвигсдорф. Левият фланг е зает от поляците, най-вече тежка кавалерия, на Владислав II. На десния фланг са литовците на Витолд, най-вече лека кавалерия и включва татари под водачеството на Джалал ад-Дин хан и молдовска лека кавалерия, изпратена от Александру чел Бун. Армията на тевтонските рицари се състои най-вече от тежка кавалерия и пехота и включва наемници и рицари от Западна Европа („гости“). Немците имат бомбарди, които могат да изстрелват оловни и каменни снаряди, както и около 4000 арбалетчици.
И двете армии са организирани в отряди от по 240 рицари с техните пажове и оръженосци, всеки със свое знаме и командир. Литовските отряди са от по 180 леки конници и включват три отряда на руски васали от Смоленск.
Тевтонските рицари се разгръщат между селата Таненберг и Грюнвалд. Предната редица се състои от артилерията и пехотата. Рицарите образуват две редици зад пехотата. Десният фланг се командва от маршал Куно фон Лихтенщайн, а левият от маршал Фридрих Валенрод.
Руските отряди са между литовските и полските. Поляците са разгръщат подобно на немците в две-три редици, но изглежда е имало поне два резерва зад основната линия. Един отряд и в крайното ляво, а друг в центъра. В допълнение на това поляците са поставили няколко отряда в горите до езерото заедно с пехотата. Владислав Ягело и личната му гвардия, включваща контингент литовци, се разполагат на открито близо до прикритите части.
За да предизвика поляците, фон Юнгинген изпраща двама рицари с извадени мечове, които те предават на крал Владислав, за да му помогнат да събере смелост да започне битката.

## Ход на битката
Двете армии се строяват призори и към 9 ч. по обед силите на Витолд започват всеобща атака срещу левия фланг на тевтонските рицари близо до Таненберг. Немските оръдия успяват да стрелят само два пъти и не нанасят сериозни поражения на врага. Литовската кавалерия е подкрепена от атака на няколко полски отряда на десния фланг на рицарите. Фон Юнгинген заповядва кавалерийско контранападение, което премазва и собствените му пехотинци. Немците контраатакуват и по двата фланга се разразява яростен бой, който води до отстъпление (според някои тактическо, а не принудително) на литовците. Само трите руски отряда от Смоленск под командването на Симон Лингвен, брат на Владислав II, остават на десния фланг; единият е напълно унищожен, а другите с подкрепата на поляци от резерва успяват да пробият и да се присъединят към основните полски войски. Тежката немска кавалерия преследва литовците към блатата, където Витолд ги реорганизира, за да окажат съпротива.
След няколкочасов бой тевтонските рицари започват да надделяват и според Йоан Лонгинус Улрих фон Юнгиген лично повежда нападение на 16-те отряда от резерва срещу най-силната полска част – отряда на Краковската земя. Полските редици се огъват и губят знамето си. На шамбелана на Краков Марцин от Вроцимович е оказана честта да носи голямо полско знаме с бял орел. Отряд кръстоносци се впускат срещу знамето, раняват шамбелана, хвърлят знамето на земята и запяват Christ ist erstanden (Христос възкресе), мислейки, че това е знамето на краля, че той е убит или пленен и че битката е спечелена. Полски отряди от резерва обаче контраатакуват и спасяват шамбелана и знамето. Кралят заповядва резервните му сили да влязат в боя, както и няколко вече уморени дружини. Витолд също се завръща на бойното поле, а от околните гори се появяват вълни от литовски пешаци, които се включват в битката. Немският рицар Леополд фон Кокериз се опитва да нападне полския крал, но охраната на краля го убива. Немците оказват ожесточена съпротива, но са обкръжени и започват да търпят тежки загуби. Великият магистър Улрих фон Юнгинген се опитва заедно с фон Валенрод и шестима от най-храбрите си рицари да удържи наплива на пешаците и полските рицари, но те са прекалено много. Масите се вкупчват срещу немския лидер, удряйки го от всички страни. Той е смъртоносно ранен и извиква „Исусе, спаси ме!“ След смъртта му рицарите започват да отстъпват към лагера си. Част от тях се оттеглят към горите, където са преследвани от полските и литовски конници, а останалите отстъпват към лагера близо до Грюнвалд, където се опитват да организират отбрана чрез фургоните, обвързани с вериги. Отбраната обаче скоро е пробита и лагерът е плячкосан. Преследването на тевтонската кавалерия продължава до мрак.
Чехът Ян Жижка губи дясното си око в битката.

## Последици
Според летописеца Ян Длугош, който пише около 60 години след битката, са пленени 50 знамена на немците. Те са окачени в катедралата в Краков поне до 1603 г. Според историка Анджей Надолски са убити 8000 тевтонски войници, а 14 000 са пленени. Повечето от 250-те члена на Ордена също са убити, включително много от водачите му. Освен Великия магистър загиват и великият маршал Фридрих фон Валенрод, великият комтур Куно фон Лихтенщайн, великият ковчежник Томас фон Мерхайм и Албрехт фон Шварцбург.
Комтурът на Бранденбург Марквард фон Салзбах и кметът на Самбия Шаумбург се екзекутирани след битката по заповед на Витолд. Един от малкото висши служители на Ордена, които се спасяват е комтурът на Елбинг Вернер фон Тетингер.
Поляците и литовците остават на бойното поле в продължение на три дни. Всички висши сановници са погребани в отделни гробове, а тялото на Улрих фон Юнгинген е покрито с кралския герб и откарано в замъка Мариенбург. Останалите са погребани в общи гробове. След три дни полско-литовските сили обсаждат Мариенбург, но за това време рицарите са успели да организират отбраната. Ливонски войски се очаква да подкрепят братята си, а конфликтът с унгарския крал Сигизмунд фон Люксембург може да причини проблеми и другаде. След няколко седмици Витолд напуска обсадата, а благородниците от Малка Полша искат да приключат с войната преди реколтата и обсадата е вдигната. Пленените тевтонски рицари получават свободата си срещу високи откупи.
Според мирния договор, подписан в Торн през февруари 1411 г., Орденът трябва да отстъпи Добринската област на Полша и да не напада Самогития, докато е жив полският крал. Това се счита за дипломатическа загуба за Полша и Литва, които се опитват да разтурят цялата държава на тевтонските рицари. Те обаче трябва да платят по пет тона сребро за всяка от следващите четири години.
Поражението на тевтонските рицари им оставя малко сили, с които да защитават останалите си територии. Наемниците се оказват прекалено скъпи за възможностите на Ордена. Наследникът на Юнгинген Хайнрих фон Плауен Стари успява да задържи териториите на Ордена, но поради съпротива срещу управлението му сред гражданите и рицарите той е изгонен. Орденът губи подкрепа поради вътрешните си конфликти и постоянните увеличения на данъците, което води до основаването на Пруската конфедерация през 1441 г. Това води до поредица конфликти, Тринадесетгодишната война, която приключва с ново поражение за Ордена.

## Памет
През 1914 г. е издигнат паметник на битката от скулптора Антони Вивулски в Краков. На церемонията се проявява гнева на поляците срещу агресивната политика на Германския райх, включително насилствената германизация на поляци след разделянията на Полша. Поетесата Мария Конопницка написва яростно патриотичното стихотворение Рота, призоваващо за защита срещу политиката на германизация. Хенрик Сенкевич пише романът Кръстоносци (на полски: Krzyżacy, издаден през 1900 г., издаден на български от изд. Народна култура през 1970 г.), филмиран от режисьора Александър Форд през 1960 г. Много европейци се събират всяка година през юли на бойното поле за фестивал по пресъздаване на битката.
СССР създава медалът Грюнвалдски кръст, даван за храброст през Втората световна война.
Битката при Таненберг през 1914 г., в която немците побеждават руснаците се предава от германската пропаганда като отмъщение за битката отпреди 504 г.